# César Vargas
César Vargas, vollständiger Name César Fabián Vargas Cáceres, (* 9. Dezember 1989 in Montevideo) ist ein uruguayischer Fußballspieler.

## Karriere
Der 1,78 Meter große, teils auch als Fabián Vargas geführte Mittelfeld- bzw. Defensivakteur absolvierte in den beiden Erstligaspielzeiten 2010/11 und 2011/12 15 bzw. 13 Partien für die Rampla Juniors in der Primera División. In der Saison 2013/14 sind 25 Einsätze und ein Treffer in der Segunda División für ihn verzeichnet. Am Saisonende stieg seine Mannschaft wieder in die Primera División auf. In der Saison 2014/15 wurde er 27-mal (kein Tor) in der höchsten uruguayischen Spielklasse eingesetzt. Sein Verein konnte die Klasse allerdings nicht halten. Mitte September 2015 schloss er sich dem Zweitligisten Club Atlético Torque an, für den er in der Spielzeit 2015/16 vier Zweitligaspiele (kein Tor) absolvierte.